# Мечеть Зайсана
Мече́ть Зайса́на (каз. Зайсан мешіті) — архитектурный памятник в г. Зайсан Восточно-Казахстанской области.

## История
Мечеть построена в 1908/1909 году, под руководством народного архитектора самоучки Баязита Сатбаева (Сатпаева) (1860—1954 гг.). На момент постройки мечеть стала самым крупным архитектурным сооружением Сатбаева в Зайсане.
Мечеть построена по заказу местного купца скотопромышленника Улкен кажы Бекшентаева. Кирпичи для строительства мечети изготовлялись на кирпичном заводе Ахметзакия Ахтямова (1851—1921 г.). Сам Ахмедзаки Ахтямов стал первым имамом мечети.
В годы гонения на религию со стороны Советской власти мечеть закрыли. В 1920 году был разрушен минарет и угловые башенки мечети. В 1950-х годах в здании мечети размещался казахский театр. В 1959 году в результате пожара сгорел купол сооружения. до 1976 года бывшая мечеть находилась в ведении районного отдела культуры, а затем перешла на баланс РОВД.
В настоящее время здание пустует. Мечеть имеет несвойственную мусульманской архитектуре четырёхскатную крышу.

## Архитектура
Мечеть одноэтажная, вытянутой прямоугольной формы. Сооружение построено из кирпича Высота 5,8 м, ширина 13,2×29,9 м. В юго-западной части находится пятигранная ниша во внутренней стене мечети, где молится имам (михраб). Изначально мечеть имела два входа. Фасад разделен на два пропорциональных яруса, на каждом из которых имеются дугообразные оконные проемы. Крыша вальмовая, покрыта шифером. Высокий цоколь выделен выступом. Мечеть имела минарет и угловые башенки.
Мечеть состоит из молельного зала и служебного помещения. Молельня разделена двумя колоннами и выложена орнаментированным кирпичом. Оконные проемы оформлены в верхней части солярными элементами.